# Xifo

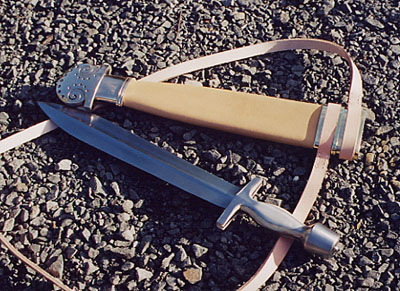
Réplica de xifo helénico

O xifo (em grego clássico: ξίφος; romaniz.: Xíphos) era a espada utilizada pelas forças da infantaria da Grécia Antiga. Precursora da espada micénica na Idade do Bronze, se bem que o seu uso também se arrastou pela Idade do Ferro adentro, tornou-se parte da panóplia dos hoplitas gregos, que a utilizavam como arma secundária ou de recurso, quando a dory (uma lança de freixo com dois a três metros) ficava inutilizável. Era uma espada curta, de uma mão, de lâmina rectilínea e bigume. 
Para todos os efeitos, o xifo é um predecessor remoto do gládio. Tanto assim que os exemplares tardios do xifo, da Idade do Ferro, foram apelidados por autores romanos, como Políbio, de gladius graecos.

## Uso
Os hoplitas só a usavam em último recurso, caso a formação das falanges quebrasse e já não fosse possível impor distância sobre o inimigo com a lança, que era, por sinal, a arma primária de eleição dos gregos clássicos.Os mirmidões e outras tropas de infantaria da época homérica usavam o xifo mais habitualmente do que os hoplitas.
A folha da lâmina do xifo  tem amiúde uma crista ao centro e remata numa ponta triangular. Tradicionalmente era portada ao talabarte, sob o braço esquerdo.

## Feitio
No que respeita ao seu feitio, era foliforme, tal como o gládio celta, media à roda de 74 centímetros de comprimento e pesava sensivelmente um quilo.

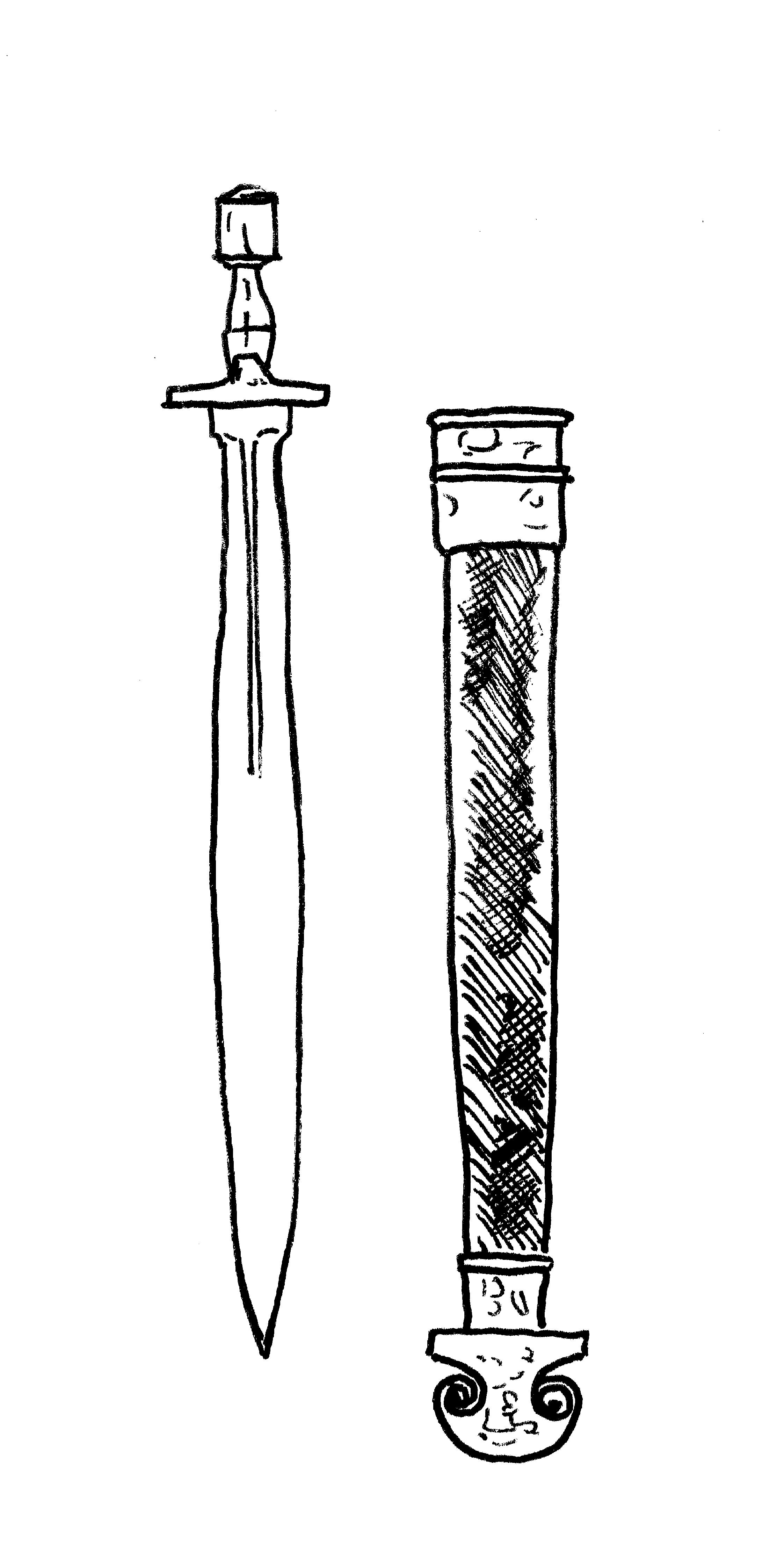
Gravura de um xifo

As obras homéricas, cuja narrativa datará presumivelmente de 1 250 a.C. ou de período mais recente, fornece ampla descrição do xifo, maxime da tipologia dos xifo da época do autor (à volta do século IX ou VIII a.C.). Faz uma descrição da panóplia dos heróis aqueus e troianos, nos seguintes termos:
- A lâmina tanto podia ser recta e estreita ou mais larga e foliforme, no caso das phasganon. Na época histórica, o xifo tinha uma lâmina foliforme, em forma de "folha de salgueiro", ou seja alongada e ligeiramente lanceolada, por molde a garantir a eficácia tanto nas estocadas como nas talhadas;[8]

- A empunhadura, de uma mão, podia apresentar ricos exornatos. Homero descreve que o xifo de Agamémnon de Micenas estava decorado de anéis de ouro no punho e que o xifo de Aquiles, quando brandido por Pátroclo, no seu defronto fatídico com o troiano Heitor, estaria decorado com tachas de prata no punho. [9]. Nos exemplares do século V a.C. a empunhadura do xifo tem um formato característico em T[8];
- A bainha , tal como a empunhadura, podia ser em metais preciosos, mas soía de ser mais comummente em madeira.[10]

Na época histórica, o xifo vinha ao pendurão do lado esquerdo dos hoplitas, pendia dum talabarte, que cingia à tiracolo o peito do guerreiro grego.

## Variantes
Chegou a haver subtipos de gládios gregos, por exemplo, depois das Guerras Persas do século V a.C., os espartanos decidiram passar a usar um xifo de menores dimensões, com cerca de 50 centímetros de comprimento e pesando à volta de 800 gramas, a que deram o nome de xifídio (espadinha). Os rivais de Esparta chegavam a considerar o xifo espartano uma mera adaga (enquirídio), dadas as suas reduzidas dimensões. Esta mudança de configuração ficou-se a dever ao facto de os hoplitas espartanos serem especialmente apegados ao combate em formação, de lanças em riste, de forma que o xifídio era visto como uma arma de último recurso, quando já não houvesse qualquer hipótese de impor a distância sobre o adversário. Pelo que era usado fundamentalmente como uma arma perfurante, para apunhalar o inimigo.
No século IV, o xifídio também foi adoptado pelos beócios. Um século depois, por ocasião da Guerra do Peloponeso, o xifídio, conhecerá larga difusão pelos exércitos de toda a Grécia, como se denota facilmente dos desenhos artísticos desse período.

## História

### Origens

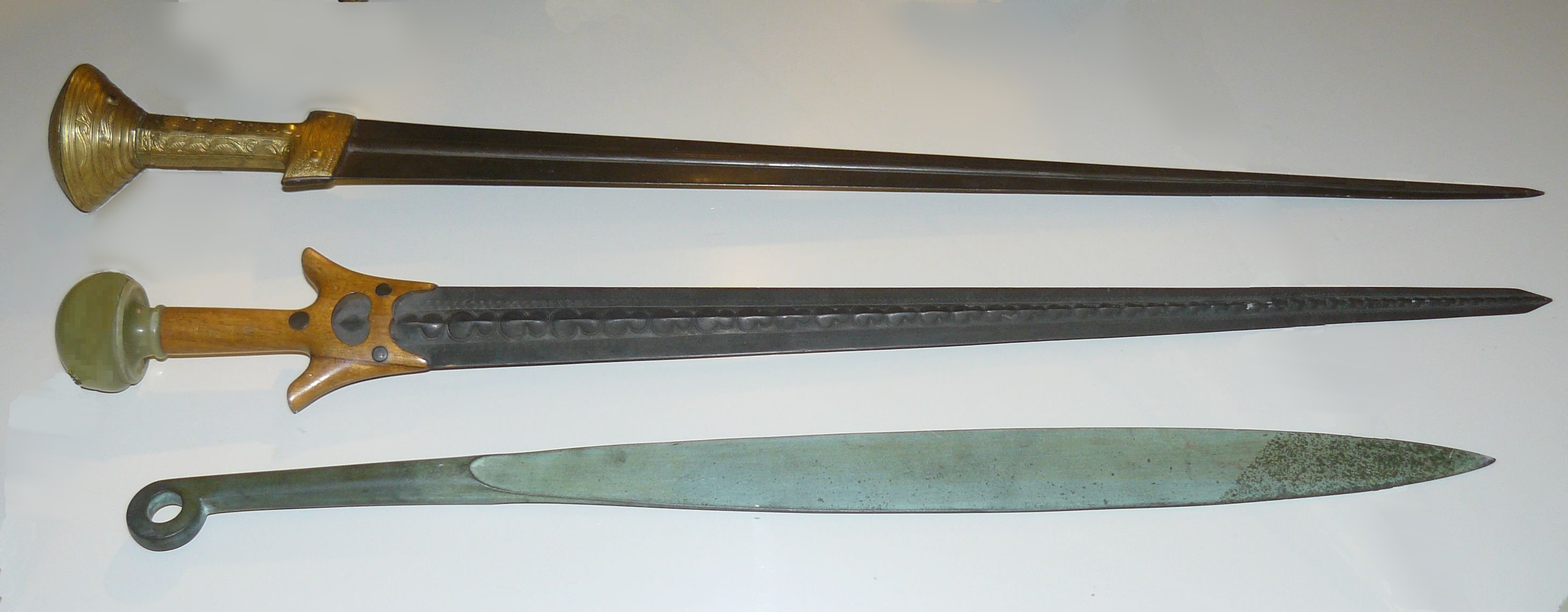
Réplicas das espadas micénicas, xifo e macaira

Encontram-se menções aos xifos na Ilíada de Homero, onde o significado deste vocábulo se confunde com a ideia de geral de "espada". De facto, o mesmo já sucedia com o vocábulo da língua micénica "qsiphos", que, por seu turno, também invoca genericamente a noção de espada. Assim, o xifo terá sido, portanto, o nome dado na Grécia Antiga e no arquipélago do Egeu à primeira tipologia de arma branca monomanual e bigume, manuseada já desde a Idade do Bronze e cujo uso se manteve pela Idade do Ferro adentro, sem que a sua designação sofresse alterações perceptíveis. 
Em específico, durante a primeira metade da Idade do Bronze, o gsiphos micénico deverá ter sido uma arma mais apta a golpear principalmente com a ponta, uma espécie de protótipo do estoque ou espada de estocada. Em vez dela, a espada de lâmina a direito, afiada dos dois lados, usada para golpear tanto à talhada como à estocada, era a fasgana, que lentamente começou a adoptar uma lâmina mais foliforme.
Na segunda metade da Idade do Bronze, esta distinção tornou-se cada vez menos clara e a palavra xifo, derivada do vocábulo gsiphos da língua micénica, passou a indicar seja a espada de estocada de lâmina mais estreita, seja a espada de lâmina mais larga, abarcando uma vasta gama de variedades diferentes de espadas situadas entre esses dois extremos..
Homero elenca, nas suas obras, as seguintes designações de espadas curtas gregas: "xifo" (espada genérica), "chalos" (espada feita de cobre), "phasganon ou phasgana" (espada de lâmina foliforme e bigume) e a "aor" (espada robusta de folha larga).

### A espada dos hoplitas

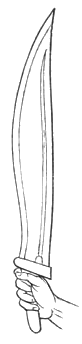
Gravura de uma macaira

Entre os séculos VIII e VII a.C., quando a Grécia se originou e abundavam as expedições de falanges, o xifo, fosse com lâmina de bronze ou de ferro, vinha enquadrada na panóplia dos hoplitas gregos, como uma arma secundária, para se utilizar à queima-roupa, quando a pesada lança de combate, a famosa dory, se volvia um estorvo.
Entre as hostes dos hippikon, a cavalaria dos gregos antigos, o xifo via-se preterido por outro tipo de espada, esta de um só gume, mais adaptada aos golpes cortantes, a macaira. 
Mas, para ferir os inimigos, a meu ver, é muito melhor a makhaira do que o xifo, porque desferindo um altabaixo, mais profunda será o golpe dado pela macaira, arma que fere de talho, que do xifo.—  ὡς δὲ τοὺς ἐναντίους βλάπτειν, μάχαιραν μὲν μᾶλλον ἢ ξίφος ἐπαινοῦμεν: ἐφ' ὑψηλοῦ γὰρ ὄντι τῷ ἱππεῖ κοπίδος μᾶλλον ἡ πληγὴ ἢ ξίφους ἀρκέσει.
- Xenofonte, in Da Equitação - cap. XII, pág. 11-12
O vocábulo macaira, enquanto espada associada à tropa de cavalaria, é particularmente interessante. O autor romano Políbio, refere-se em grego ao gládio hispano como makhairos ibérike (a macaira ibérica) justamente para descrever os gládios que as tropas equestres romanas empunharam, nas escaramuças da Segunda Guerra Macedónica, contra as forças macedónias, tendo infundindo nelas o mais absoluto terror, dada a sua extrema eficácia.
O xifo continuou em uso generalizado, difundindo-se e assimilando-se intimamente no modelo bélico grego, bem como ao longo da costa do Mediterrâneo, chegando à Magna Grécia, aos Etruscos e aos Italiotas.
No decurso do século IV a.C., o general ateniense Ifícrates, grande reformador da falange hoplítica, armou os seus soldados na Guerra de Corinto contra os espartanos com uma variante mais longa do xifo.